# Christina Maria Kardooni
 (décembre 2011).
Si vous disposez d'ouvrages ou d'articles de référence ou si vous connaissez des sites web de qualité traitant du thème abordé ici, merci de compléter l'article en donnant les références utiles à sa vérifiabilité et en les liant à la section « Notes et références ».
Christina Maria Kardooni (née le 28 août 1989 à Sacramento), plus connue sous le nom de Christina Von Eerie ou Toxxin, est une catcheuse américaine qui travaillait dernièrement à la Total Nonstop Action Wrestling. Elle a également travaillé à la Pro Wrestling Guerrilla et à la Asistencia Asesoría y Administración où elle a été AAA World Mixed Tag Team Champion.

## Palmarès et Récompenses
- Alternative Wrestling Show
  - 2 fois Championne féminine de la AWS

- Asistencia Asesoría y Administración
  - 1 fois Championne du monde mixte par équipe de la AAA avec Alex Koslov

- Global Force Wrestling
  - 1 fois Championne féminine de la GFW (actuelle)
  - GFW Women's Championship Tournament (2015)

- Pro Wrestling Illustrated

| Année     | 2011  |
| Rang      | 29    |
| Référence | [ 2 ] |

- Pro Wrestling Revolution
  - 1 fois championne féminine de la PWR (actuelle)